# Bosque de várzea

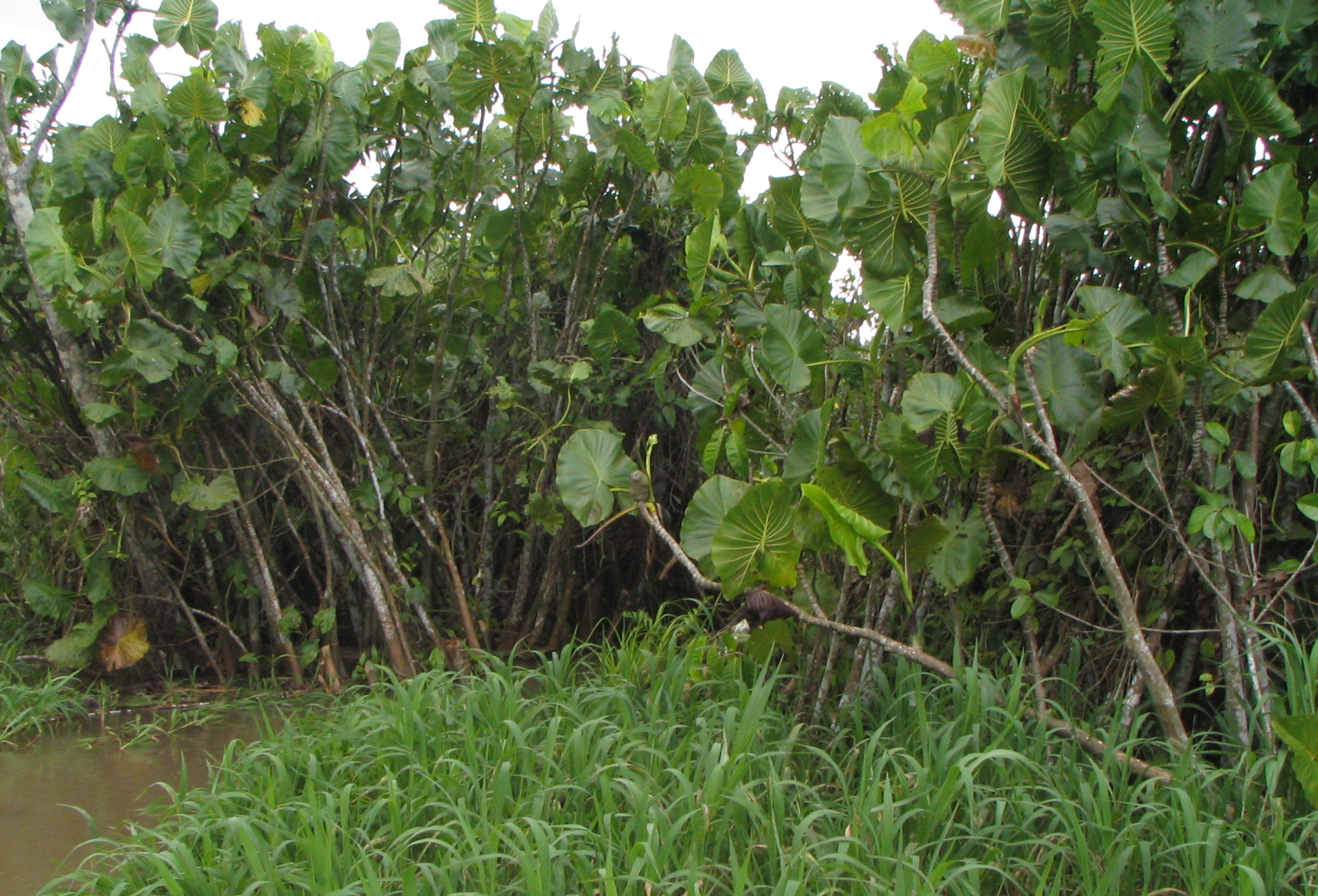
Bosque de várzea en la Amazonia brasileña.

Un bosque de várzea es un ecosistema forestal de la cuenca amazónica. Son los bosques que crecen en las llanuras de inundación y a lo largo de los ríos de aguas blancas, es decir los ríos ricos en sedimentos minerales.  Los bosques que crecen en zonas inundables por ríos de aguas negras (ricos en materia orgánica) son llamados igapós. 
Los bosques de várzea solo ocupan alrededor del 2% de la cuenca amazónica. Cuenta con una gran cantidad de flora y fauna típica y exclusiva.  Durante la estación húmeda se inundan, recibiendo una gran cantidad de sedimentos, lo que hace de los suelos en estas zonas unos de los más fértiles del Amazonas. La crecida de los ríos amazónicos tiene un promedio de 10 metros de elevación y la inundación puede penetrar hasta unos 20 kilómetros por la llanura aluvial. En la época en la que están inundados los peces la usan tanto para alimentarse (convirtiéndose en importantes dispersadores de las semillas de las plantas) como para reproducirse y poner sus puestas. La duración e intensidad de las inundaciones marcan diferencias entre diferentes zonas de várzea.
La fertilidad de estos suelos y la mayor facilidad de acceso a fuentes de proteínas (peces, tortugas, caimanes, etc) causa que las poblaciones indígenas asentadas en zonas de várzea sean mucho más numerosas que las que lo están en zonas de bosques de tierra firme (los que no sufren inundaciones estacionales).
Se estima que el sector alto de la Amazonia brasileña (entre Manaos y Tabatinga) tuvo una reducción significativa de bosques de várzeas hace aproximadamente 35 a 45 mil años atrás cuando la incisión de los ríos incrementó el paisaje dominado por terra firme sobre vastas superficies.